# The Cave (película)
The Cave (La Cueva en Hispanoamérica, La caverna maldita en España) es una película estadounidense de aventura y terror, dirigida por Bruce Hunt. Contó con las actuaciones principales de Cole Hauser, Eddie Cibrian, Lena Headey, Morris Chestnut, entre otros. 

## Sinopsis
La película trata de un grupo de científicos que se adentran a investigar en una cueva. Pero descubren un parásito y varios monstruos en la cueva que comienzan a matarlos.

## Reparto
- Cole Hauser - Jack McAllister
- Eddie Cibrian - Tyler McAllister
- Morris Chestnut - Top Buchanan
- Lena Headey - Dra. Katheryn Jannings
- Piper Perabo - Charlie
- Rick Ravanello - Briggs
- Daniel Dae Kim - Alex Kim
- Kieran Darcy-Smith - Strode
- Marcel Iureș - Dr. Nicolai
- Vlad Radescu - Dr. Bacovia